# Bratulići (Marčana)
Pour les articles homonymes, voir Bratulići.
Bratulići (en italien : Bratelli) est une localité de Croatie située en Istrie, dans la municipalité de Marčana, dans le comitat d'Istrie. En 2001, la localité comptait 49 habitants.

## Démographie
| 1948 | 1953 | 1961 | 1971 | 1981 | 1991 | 2001 |
| ---- | ---- | ---- | ---- | ---- | ---- | ---- |
| 66   | 72   | 64   | 49   | 51   | 44   | 49   |